# Requiem for a Dream
Requiem for a Dream è un film del 2000 diretto da Darren Aronofsky.
Tratto dal romanzo Requiem per un sogno del 1978 di Hubert Selby Jr., il film vede come protagonisti Ellen Burstyn, Jared Leto, Jennifer Connelly e Marlon Wayans. Presentato fuori concorso al 53º Festival di Cannes, il film inoltre ha ricevuto una candidatura agli Oscar per migliore attrice protagonista a Ellen Burstyn.

## Trama
Il film è diviso in tre sottosezioni, riferibili a tre stagioni, che a loro volta sono corrispondenti rispettivamente all'ascesa, al declino e alla caduta dei protagonisti. Manca volutamente la primavera, stagione simbolo della rinascita e della vittoria della vita sulla morte, come a sottolineare l’inesorabilità del destino dei personaggi.

### Estate
Nella prima parte, Summer (estate), sono introdotti i personaggi: Sara Goldfarb è una casalinga vedova le cui uniche attività consistono nel guardare il suo talk show preferito in televisione e conversare amabilmente con le vicine. Suo figlio, Harry, è un tossicodipendente che, insieme al suo amico Tyrone e alla sua ragazza Marion, vive di espedienti e cerca in continuazione qualunque mezzo per procurarsi l'eroina.
Un giorno Sara riceve l'invito a presenziare come ospite al programma tv che segue: emozionata per un evento che crede imminente, decide che quel giorno indosserà un vestito rosso da lei molto amato in gioventù. Il suo corpo, però, non è più quello di una volta, il vestito le va stretto e Sara decide di dimagrire. Dopo gli iniziali insuccessi, la donna contatta un medico, che a sua insaputa le prescrive una dieta a base di anfetamine. Sara è del tutto ignara della pericolosità delle sostanze che assume e ne diventa in brevissimo tempo dipendente.
Nel frattempo Harry, insieme a Tyrone, decide di iniziare un traffico di eroina, sia per non avere più problemi di disponibilità della stessa che per realizzare il sogno di Marion, aspirante stilista, di aprire un negozio di vestiti.
A questo punto le cose sembrano andare bene a tutti: Sara, pur impressionata dagli "effetti collaterali" delle sue medicine, si rallegra per il peso perso; Harry e Tyrone mettono su un giro che li porta a guadagnare ingenti somme di denaro con cui espandere la propria criminosa attività. Anche il sogno di Marion è a un passo dal realizzarsi, al punto che con Harry cerca un locale da adibire a negozio.

### Autunno
Nella seconda parte, Fall (gioco di parole che ha come significato sia autunno che caduta), durante un colloquio con un importante narcotrafficante, Tyrone si ritrova in mezzo ad una sparatoria tra bande e finisce in carcere; per pagare la cauzione Harry dovrà spendere la quasi totalità dei soldi illecitamente guadagnati. Sara, intanto, è sempre più ricorrentemente assalita da incubi che rappresentano le sue recondite ossessioni: il frigo (emblema del cibo, motore della sua sfortunata vicenda) sembra muoversi, la televisione è sempre più reale, i personaggi escono dallo schermo e popolano il suo salotto, rendendola oggetto di scherno e battute crudeli.
Il giro di droga che aveva fatto la fortuna di Harry e Tyrone viene stroncato dai loro stessi fornitori, che tolgono l'eroina dalla circolazione per un po', per poter poi ricominciare a venderla a prezzi più alti. Mancando la sostanza che faceva da collante alla coesione del gruppo, i rapporti fra i ragazzi iniziano a logorarsi: Harry vuole a tutti i costi rimettere le mani sull'eroina e trascura una brutta infezione al braccio sinistro, Marion è costretta a prostituirsi per procurarsi la dose, Tyrone unisce alla crisi da dipendenza un ricordo ossessionante della madre che non vede da anni.

### Inverno
Nella terza parte, Winter (inverno), i personaggi corrono inesorabilmente incontro al loro triste destino. Harry e Tyrone partono per la Florida per approvvigionarsi di un grosso carico, ma il braccio di Harry peggiora al punto che i due sono costretti a fermarsi in un ospedale, dove la polizia - allertata dal medico - li scopre, li arresta e li porta in prigione. Tyrone e Harry vengono assegnati ai lavori forzati ma, mentre il primo è dilaniato dai dolori delle crisi di astinenza, il secondo ha il braccio ormai in gangrena. Un secondino se ne accorge e Harry viene portato in un ospedale, dove il braccio gli sarà amputato.
Dopo l'ennesima paranoia da allucinazione, Sara, in evidente stato confusionale, si reca negli studi televisivi per chiedere notizie del suo invito. Il personale è costretto a chiedere l'intervento dei sanitari e la donna viene portata in un ospedale psichiatrico, dove, vista l'inefficacia delle normali cure, i medici la sottopongono ad elettroshock, compromettendo del tutto le sue facoltà mentali.
Marion, sola a casa e spinta dall'astinenza, si presta a uno show lesbico molto spinto, ottenendo in cambio dell'eroina.
Nelle scene finali i protagonisti sono a letto, Harry senza un braccio, Tyrone alla fine di una giornata in carcere, Marion dopo essersi prostituita e Sara nella sua camera all'ospedale psichiatrico. Tutti assumono la posizione fetale, mentre ripensano ai propri sogni. Sara immagina se stessa mentre è ospite in televisione, con il figlio - diventato imprenditore di successo e prossimo al matrimonio - che la raggiunge sul palco. Tyrone ripensa alla madre. Harry pensa a Marion e quest'ultima si concentra sulla dose appena guadagnata.

## Produzione
Darren Aronofsky chiese sia a Jared Leto sia a Marlon Wayans di non avere rapporti sessuali e non assumere zucchero per trenta giorni prima delle riprese, per potere così meglio comprendere cosa possa comportare l'astinenza dall'eroina.
Come nel suo precedente film, π - Il teorema del delirio, Aronofsky ha scelto di montare nel suo film inquadrature estremamente brevi. Mentre in media un film di circa 100 minuti presenta dalle 600 alle 700 inquadrature Requiem for a Dream ne contiene più di 2.000. Lo split screen è usato in modo estensivo, così come vi sono molti primi piani estremamente schiacciati. Altre scelte tecniche riguardano l'utilizzo di alcune camere legate al corpo degli attori e il time-lapse.
Hubert Selby Jr., autore del soggetto e co-sceneggiatore, appare in un cameo nei panni di uno dei secondini che curano Tyrone. Anche Darren Aronofsky compare in veste di uno degli ospiti di Big Tim.

## Colonna sonora

### Estate
1. Summer Overture – 2:37
2. Party – 0:36
3. Coney Island Dreaming – 1:04
4. Party – 0:36
5. Chocolate Charms – 0:25
6. Ghosts of Things to Come – 1:34
7. Dreams – 0:44
8. Tense – 0.38
9. Dr. Pill – 0:42
10. High on Life – 0:11
11. Ghosts – 1:21
12. Crimin' & Dealin' – 1:44
13. Hope Overture – 2:31
14. Tense – 0:28
15. Bialy & Lox Congas – 0:45

### Autunno
1. Cleaning Apartment – 1:28
2. Ghosts-Falling – 1:11
3. Dreams – 1:02
4. Arnold – 2:35
5. Marion Barfs – 2:22
6. Supermarket Sweep – 2:14
7. Dreams – 0:32
8. Sara Goldfarb Has Left the Building – 1:17
9. Bugs Got a Devilish Grin Conga – 0:57

### Inverno
1. Winter Overture – 0:19
2. Southern Hospitality – 1:23
3. Fear – 2:26
4. Full Tense – 1:04
5. The Beginning of the End – 4:28
6. Ghosts of a Future Lost – 1:51
7. Meltdown – 3:57
8. Lux æterna – 3:54
9. Coney Island Low – 2:13

## Distribuzione
Il film è stato presentato in anteprima al 53° Festival di Cannes il 14 maggio 2000, è uscito nelle sale statunitensi il 15 dicembre dello stesso anno mentre in Italia il film è mostrato al Torino Film Festival il 24 novembre 2000 e trasmesso direttamente in TV il 9 dicembre 2002.
Nel 2014 è uscita la versione integrale (Unrated Director's Cut) in blu-ray del film, seguita nel 2020 dall'edizione Ultra HD Blu-ray.

## Riconoscimenti (parziale)
- 2001 - Premio Oscar
  - Candidatura alla migliore attrice protagonista a Ellen Burstyn
- 2001 - Golden Globe
  - Migliore attrice in un film drammatico a Ellen Burstyn
- 2001 - Boston Society of Film Critics Awards
  - Miglior attrice a Ellen Burstyn
  - Candidatura al miglior montaggio a Matthew Libatique
- 2001 - Chicago Film Critics Association Awards
  - Miglior attrice a Ellen Burstyn
  - Cadidatura al miglior regista a Darren Aronofsky
- 2001 - Dallas-Fort Worth Film Critics Association Awards
  - Candidatura alla miglior attrice a Ellen Burstyn
- 2001 - Florida Film Critics Circle Awards
  - Miglior attrice a Ellen Burstyn
- 2001 - Premio Bram Stoker
  - Miglior attrice a Ellen Burstyn
  - Candidatura alla sceneggiatura a Darren Aronofsky e Hubert Selby Jr.
- 2001 - Satellite Award
  - Migliore attrice in un film drammatico a Ellen Burstyn
- 2001 - Saturn Award
  - Candidatura al miglior film horror
  - Candidatura alla miglior attrice a Ellen Burstyn